# Tamanends Großer Tümmler
Tamanends Großer Tümmler oder Tamanend-Tümmler (Tursiops erebennus) ist eine Art aus der Gattung der Großen Tümmler (Tursiops) in der Familie der Delfine. Die Art ist noch nicht allgemein anerkannt. Die Systematik der Großen Tümmler ist Gegenstand aktueller Forschung.

## Geschichte
Tursiops erebennus wurde erstmals 1865 von Edward Drinker Cope als Delphinus erebennus beschrieben. Das Typusexemplar wurde aus einem Fischernetz in Red Bank, New Jersey, gesammelt. Cope identifizierte verschiedene physische Unterschiede von T. erebennus zu T. truncatus (damals bekannt als Delphinus tursio), darunter eine kleinere Größe, weniger Wirbel und weniger Rippen. Später wurden beide Arten unter T. truncatus zusammengefasst und es wurde von unterschiedlichen Ökotypen gesprochen, einem Küstentyp und einem größeren Hochseetyp (Offshore).
Es wurde länger von genetischen Unterschieden der beiden Ökotypen ausgegangen. Costa et al. (2022) verglichen die Morphologie, mitochondriale DNA und Kern-DNA der Ökotypen von T. truncatus im westlichen Nordatlantik. Sie fanden erhebliche Unterschiede und evolutionäre Divergenzen und schlugen vor, den Offshore-Ökotyp als T. truncatus beizubehalten, während die Küstenform als eigene Art T. erebennus beschrieben wurde.
In der ursprünglichen Beschreibung des Delfins im Jahr 1865 lieferte Cope keine Erklärung für „erebennus“ als Artnamen. Er erwähnte, dass das Typusexemplar eine dunkle Färbung hatte, daher wird vermutet, dass er die Art nach Erebos, der griechischen Urgottheit der Dunkelheit, benannt hat. Costa et al. (2022) wählten Tamanends Großen Tümmler als Trivialnamen für die Art, der auf Tamanend, den Häuptling des Schildkröten-Clans der Lenni-Lenape-Nation, verweist. Um den Namen zu wählen, haben Costa et al. die Stammesnation Nanticoke Lenni-Lenape konsultiert, die Nachkommen der Menschen sind, die ursprünglich in dem Gebiet lebten, in dem der Holotyp gesammelt wurde.
Die Society for Marine Mammalogy hat Tamanends Großen Tümmler im Jahr 2023 als eigene Art anerkannt.

## Lebensraum und Verbreitung

Verbreitung der Gattung Tursiops

Die Art lebt in küstennahen Gewässern, worin sie sich von dem Gewöhnlichen Großen Tümmler (T. truncatus) unterscheidet.
Die Untersuchungen, die zur Beschreibung der Art führten, fanden im westlichen Nordatlantik, an der Küste der Vereinigten Staaten von Amerika statt. Große Tümmler mit küstennaher Lebensweise lassen sich jedoch weltweit beobachten. Wie weit die Verbreitung von Tamanends Großem Tümmler reicht oder ob Unterarten oder weitere neue Arten beschrieben werden, bleibt abzuwarten.